# Südtirol Festival Meran
Das Südtirol Festival Meran (Eigenschreibweise südtirol festival meran), früher Meraner Musikwochen, ist ein Musikfestival in Meran.

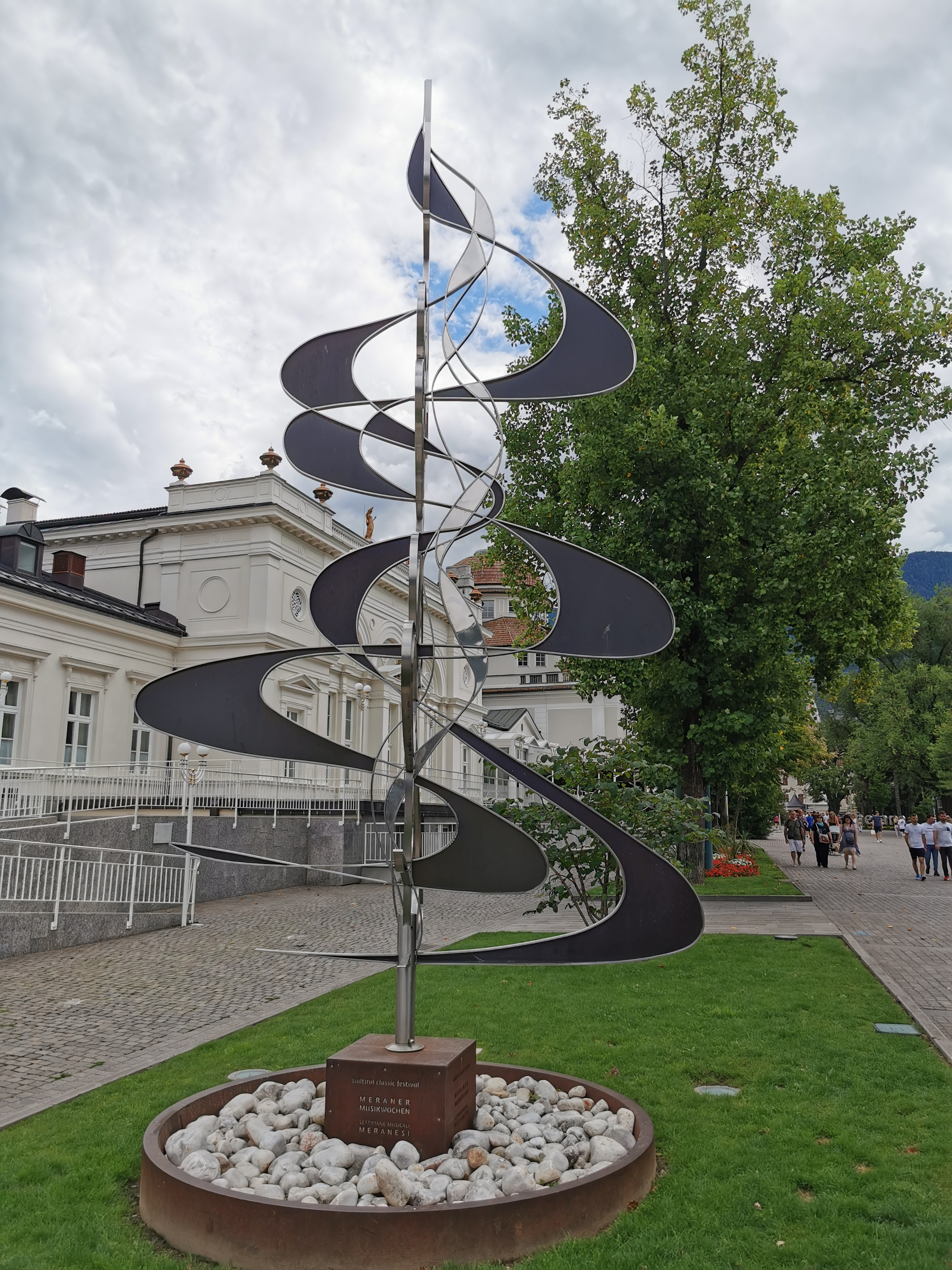
Skulptur des Festivallogos

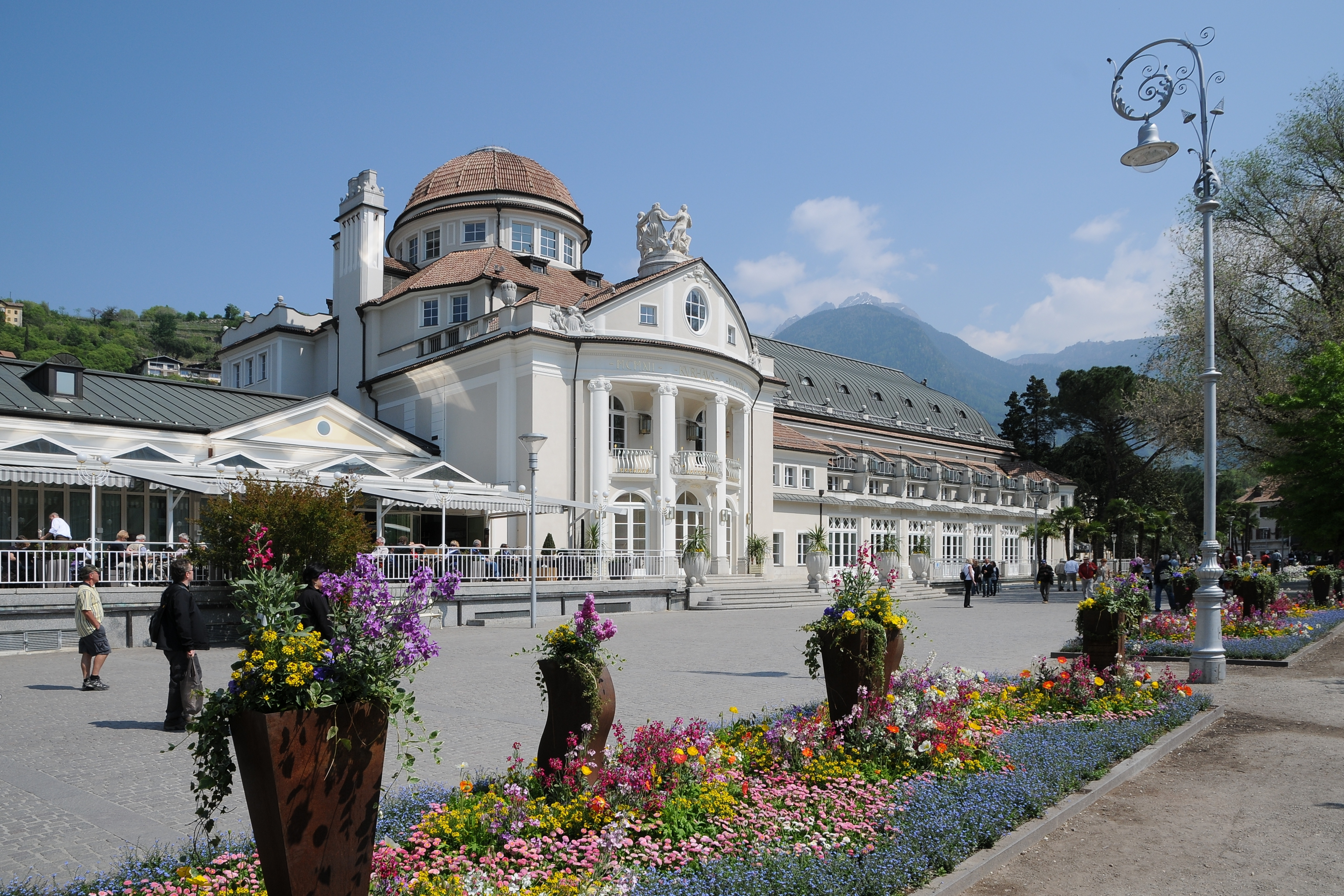
Das Kurhaus in Meran mit dem Kursaal und dem Pavillon des Fleurs ist der zentrale Veranstaltungsort des Festivals

## Geschichte
Ein Vorläufer des Südtirol Festival war das Meraner Musikfest, das nur 1922 und 1923 im Stadttheater stattfand. Dieses war vom Kurarzt Dr. Adolf Wilhelm Schmidt ins Leben gerufen worden, um den Fremdenverkehr nach dem Ersten Weltkrieg wieder anzukurbeln. Die Meraner Musikwochen (italienisch Settimane Musicali Meranesi und international Südtirol Classic Festival genannt) wurden 1986 auf Initiative der lokalen Kurverwaltung anlässlich des 150. Jubiläumsjahres von Meran als Kurstadt gegründet und vom Trio Aurèle Nicolet im Meraner Stadttheater eröffnet. „Man entschied sich für ein Musikfestival, das die Stadt an der Passer im fruchtbaren Spannungsraum zweier Kulturen für ein internationales Musik- und Kulturpublikum attraktiv machen wollte.“ 1987 wurde der Meraner Musikwochenverein als unabhängige Trägerorganisation gegründet. Das Festival begann als Kammermusikreihe mit zehn Konzerten. 2018 wurde das Festival in Südtirol Festival Meran umbenannt, der italienische Name lautet Südtirol Festival Merano und der internationale Südtirol Festival Merano . Meran.

## Organisation
Das Festival findet seit 40 Jahren im August und September statt. Die Führungsspitze ist seit der Festivalgründung unverändert: Der Präsident des Südtirol Festival Meran ist Hermann Schnitzer, der Intendant Andreas Cappello. Aus der Kammermusikreihe wurde, vor allem seit der Wiedereröffnung des zuvor renovierten Kursaals mit rund 1000 Sitzplätzen und mit Unterstützung durch die beiden Co-Intendanten Heinrich Schiff (1990 und 1991) und Sir Neville Marriner (1992), ein sinfonisches Festival mit 10.000 Besuchenden pro Jahr, das in der Region kräftig Akzente setzt, schreibt Michael Kube in der Glosse „Reihe 9“ in der Neuen Musikzeitung. Nicht nur die eingeladenen Starensembles machten das Festival interessant, sondern auch die gelungene und keineswegs bloß beliebige Mischung aus allen Gattungen und Epochen. Zudem richte sich das Festival nicht exklusiv an die zahlungskräftigen Gäste der Kurstadt. Mit seinen Konzerten komme es darüber hinaus zu den Menschen vor Ort, so in den umliegenden Pfarrkirchen und Schlössern von Partschins, Marling, Lana und Schenna. Das Südtirol Festival Meran ist Mitglied der European Festivals Association (EFA) und der Vereinigung Italiafestival.

## Die Konzertreihen
Heute gibt es sieben programmatisch voneinander abgegrenzte Konzertreihen: Classic mit den Orchesterkonzerten und Recitals (mit Musik von der Wiener Klassik bis zur Gegenwart), Colours mit Weltmusik und Cross-Over-Projekten, Matinée classique mit Kammermusik (vor allem aus dem 19. und 20. Jahrhundert), Vox humana mit geistlicher und weltlicher Vokalmusik vom späten Mittelalter bis zur Gegenwart, Barocco mit Barockmusik, Mystica mit meditativer und spiritueller Musik aus Gegenwart und Vergangenheit sowie das Young Artists Portrait mit jungen Streichensembles. Meran genieße bei Klassikstars einen ausgezeichneten Ruf schreibt Guido Fischer in Rondo. Die Kur-Atmosphäre die subtropische Vegetation und das Kurhaus bildeten ein Komplettpaket, mit dem das 1986 gegründete Klassikfestival sofort in die Belle Etage der europäischen Festival-Szene aufsteigen sollte. Die Reihe Classic ist das Herzstück des Festivals. Die Konzerte im Kursaal eröffnete im August 1989 das Sinfonia Varsovia Orchestra unter der Leitung von Leopold Hager. 1995 gab das von Carlo Maria Giulini dirigierte Orchestra Giovanile Italiana dort das 100. Konzert des Festivals. Der russische Dirigent Yuri Temirkanov gab im Kursaal von 1995 bis 2011 mit wechselnden Orchestern sechs Konzerte. 2015 stand Valery Gergiev dort zum ersten Mal am Pult und kehrte bis 2021 mit dem Mariinsky Orchester St. Petersburg für drei weitere Gastspiele in die Kurstadt zurück. Das Nachrichtenmagazin L’Espresso erinnerte in einem Bericht über dieses Konzert an die Blütezeit der Kurstadt Meran vor dem Ersten Weltkrieg, als russische Kurgäste in luxuriösen Eisenbahnwagons direkt von St. Petersburg nach Meran fahren konnten. 2007 traten die portugiesische Sängerin Maria João und der Bariton Thomas Quasthoff im Kursaal zum ersten Mal gemeinsam auf. Die Liaison mit den in London ansässigen Orchestern begann bereits 1989 mit einem Gastspiel der – nach einer Londoner Kirche benannten – Academy of St. Martin in the Fields. Danach reisten alle wichtigen Orchester aus der britischen Hauptstadt nach Meran– vom London Philharmonia Orchestra über das Royal Philharmonic Orchestra bis zum London Symphony Orchestra, das 2019 unter der Leitung von Sir Simon Rattle das 500. Konzert des Festivals spielte. Dieses Gastspiel zeige, dass Meran inzwischen ein begehrter Zwischenstopp für große internationale Orchester auf ihren internationalen Tourneen sei, stellte Federica Fanizza im italienischen Kulturmagazin Sipario fest. 2010 lud das Südtirol Festival Meran den Pianisten Fazıl Say als Artist in Residence zu mehreren Konzerten ein. Der Violinist Daniel Hope stand 2012 zum ersten Mal auf der Bühne des Kursaals und wurde dabei vom NDR-Sinfonieorchester Hamburg unter der Leitung von Thomas Hengelbrock begleitet. Ein Jahr später betreute Daniel Hope – ebenfalls als Artist in Residence – sechs Konzerte und stand dabei an vier Tagen auf der Bühne. Die Violinistin Anne Sophie Mutter gastierte in Meran ebenso wie der Cellist Mischa Maisky, die Violinistinnen Julia Fischer und Patricia Kopatchinskaja, die Pianistinnen Maria João Pires und Yuja Wang, Teodor Currentzis mit dem Ensemble MusicAeterna, die Mezzosopranistin Cecilia Bartoli und Il Giardino Armonico oder das Sydney Symphony Orchestra. Das Musikmagazin Gramophone setzte die Konzerte dieses australischen Klangkörpers in Meran und anderen italienischen Städten im September 2008 auf die Liste der best events worldwide. Aus den USA reisten das Cleveland Orchestra mit Franz Welser-Möst und das Pittsburgh Symphony Orchestra mit Manfred Honeck nach Meran. Das Südtirol Festival Meran sei eine etwas weniger bekannte, dennoch angenehme Bereicherung zu den großen Festspielen in Salzburg, Luzern oder Aix-en-Provence schreibt Alexandra Richter in ihrer Rezension des Konzerts des Pittsburgh Symphony Orchestra auf bachtrack.com.
Zur Reihe Classic gehören auch Uraufführungen von Werken, die das Festival in Auftrag gegeben hat: 2001 erhält der in Florenz geborene und in Bozen lebende Komponist Arnaldo de Felice gemeinsam mit Edward Rushton den ersten Preis bei einem von der Bayerischen Staatsoper und dem Opernhaus Zürich ausgerichteten Kurzopernwettbewerb. 2002 spielt das St. Petersburger Symphonieorchester „Eremitage“ die Uraufführung seines Stücks Angoli d’ombra – einem Auftragswerk des Südtirol Festival Meran – im Kursaal. Der aus Florenz stammende damals 38-jährige Oboist und Komponist könnte zu einem Hoffnungsträger einer zeitgenössischen Musik werden, die Statur und Eigensinn beweist, zugleich aber auch eine gewisse Mehrheitsfähigkeit beweist, konstatierte Peter Cossé in der Österreichischen Musikzeitschrift. Das Südtirol Festival Meran bemühe sich mit einem programmatisch verhaltenen Programm, das Wichtige und  Unersetzliche mit dem Verkäuflichen zu verbinden. 2005 stellt das Festival drei Werke des ladinischen Komponisten Eduard Demetz vor: Auf „Rondo da Banda“ – ein Präludium vor der Festivaleröffnung mit der Philharmonia Prag – folgt die Premiere des Auftragswerks „Im Klang Verwandlung Coppia“ mit dem Bruckner Orchester Linz unter der Leitung von Dennis Russell Davies. Das dritte Stück – Batadùm – erklingt dann im Après Festival.
2002 startete die Reihe Colours im Meraner Stadttheater. Auf der Bühne des Jugendstilgebäudes mit 300 Sitzplätzen standen in den vergangenen Jahren der indische Perkussionist Trilok Gurtu, der US-amerikanische Pianist Uri Caine, der Perkussionist Martin Grubinger, das Modern String Quartet und der australische Gitarrist Tommy Emmanuel, der kubanische Klaviervirtuose Omar Sosa. die südafrikanische Jazzlegende Abdullah Ibrahim oder der Pianist Michael Wollny mit seinem Trio. Der Veranstaltungsort der Reihe Matinée classique ist der Pavillon des Fleurs (300 Plätze) im Kurhaus oder – bei großer Nachfrage – der Kursaal. Zu diesem Konzertformat gehören literarisch-musikalische Veranstaltungen wie etwa mit Bruno Ganz (mit dem delian :: quartett), Klaus Maria Brandauer (mit Sebastian Knauer und Daniel Hope) oder Peter Simonischek (mit den Österreichischen Salonisten). 2021 – 100 Jahre nach Franz Kafkas Aufenthalt in Meran – las Krista Posch, die mit dem Signum String Quartet anreiste, aus dessen in der Kurstadt verfassten Briefen an Milena Jesenská. Die Konzerte der A-Cappella-Reihe Vox humana finden in den Kirchen und Schlössern des Meraner Umlands statt und Barocco präsentiert an wechselnden Standorten Werke aus dem 17. und 18. Jahrhundert. In den vergangenen Jahren gastierten Concerto Köln, die Blockflötistin Dorothee Oberlinger, der Countertenor Philippe Jaroussky und die Sopranistin Emőke Baráth, The English Consort unter der Leitung von Trevor Pinnock mit dem Countertenor Jakub Józef Orliński, der Violoncellist Mario Brunello, das Ensemble L'Arpeggiata mit Christina Pluhar oder die Violoncellistin Anastasia Kobekina in Meran und Umgebung. Die Reihe Mystica existiert seit 2019 und bespielt vor allem sakrale Locations wie die Meraner Stadtpfarrkirche oder Kirchen in Marling, St. Leonhard und Partschins. Mit dem Young Artists Portrait präsentiert das Festival Streichquartette, die an mehreren Veranstaltungsorten mit unterschiedlichen Programmen auftreten und nach den Konzerten für Gespräche mit dem Publikum zur Verfügung stehen. Seit 2018 waren das Aris Quartett, das Schumann String Quartet, das Novus String Quartet, das Vision String Quartet, das Barbican Quartet und das Quatuor Arod (2024) im Raum Meran zu hören.